# The IT Crowd
«Айтівці» (також «Комп'ютерники», англ. The IT Crowd — «Люди з інформаційних технологій») — британський телесеріал-комедія ситуацій, знятий за сценарієм Грехема Лайнхена і спродюсований Ешем Аталлой для телеканалу Channel 4. Випущено 4 сезони по 6 серій в кожному та спеціальний випуск.
1-й сезон був знятий перед аудиторією в студії Teddington Studios. 2-й сезон також знімався за участю глядачів, але вже в студії Pinewood Studios. Дві перші серії транслювалися на Channel 4 в п'ятницю 3 лютого 2006 року. 4-й сезон стартував на Channel 4, 25 червня 2010 року. Хоча назва серіалу приблизно перекладається як «Комп'ютерники», в англійській мові вона є пародією на заголовок пісні, виконаної чорношкірим музикантом Дуобі Греем «The 'In Crowd'» — яке означає «як всі» або «не гірше за інших», написаної ним в 1965 року. Пісня підкреслює різницю між життями головних героїв і еліти суспільства.

## Сюжет
Дія «The IT Crowd» відбувається в офісах «Рейнхолм Індастріз» — вигаданій британській корпорації, розташованій в центрі Лондону. Сюжет розвивається навколо витівок команди технічної підтримки, що складається з 3 чоловік і працює в брудному підвалі, що сильно контрастує з блиском сучасної архітектури та прекрасними видами Лондона, доступних решті працівників організації.
Мосс і Рой, двоє технічних фахівців, зображені як цілковиті ботаніки або, як їх описав Денхолм «звичайні раздолбаї». Не зважаючи на надзвичайну залежність компанії від їх послуг, решта працівників їх зневажає. Роздратування Роя виражається в небажанні відповідати на дзвінки, сподіваючись на те, що телефон припинить дзвонити, а також у використанні магнітофонних записів із стандартними фразами: «Ви пробували його вимкнути і знову ввімкнути?» і «Він точно включений в розетку?» Широкі і заплутані пізнання Мосса в технічних областях виражені в його надзвичайно точних і в той же час незрозумілих пропозиціях. Проте Мосс демонструє повну нездатність вирішити практичні проблеми: згасити пожежу або прибрати павука.
Джен, новий член команди, є безнадійно відсталою в технічному плані, не зважаючи на заяву в своєму резюме, що у неї «великий досвід роботи з комп'ютерами». Оскільки Денхолм, начальник компанії, також технічно безграмотний, він переконаний блефом Джен на співбесіді і призначає її головою відділу технічної підтримки. Пізніше офіційна назва її посади міняється на «менеджера відносин», але всупереч цьому її спроби встановлення взаєморозуміння між технічними фахівцями і рештою персоналу в основному приносять протилежний ефект, ставлячи Джен в ситуації такі ж сміхотворні, як і у її товаришів по відділу.

## Основні дійові особи

Джен, Мосс та Рой

- Рой — Кріс О'Дауд: Ледачий інженер старається будь-якими засобами уникнути виконання своїх обов'язків. Рой постійно споживає погану їжу і зневажає власну посаду, хоча і володіє всіма можливими знаннями для повноцінного виконання своєї роботи. Рой — великий фан коміксів і частенько читає їх замість того, щоб працювати. У кожному подальшому епізоді він з'являється в новій футболці з емблемами різних комп'ютерних ігор або програм. До Рейнолм Індастріз Рой працював офіціантом і у випадках, коли йому грубили, клав замовлення клієнтів собі в штани, перш ніж подати їх до столу.
- Моріс Мосс — Річард Айоаде (32 роки, проте, в його анкеті на сайті знайомств вказано, що йому 22): Типовий інформатик, яким його уявляють. Комічними здаються його занадто специфічні вислови. Він живе з мамою і частенько зависає на сайтах знайомств. І Моріс і Рой вважають, що заслуговують більшого, ніж їх оцінює компанія.
- Джен Барбер — Кетрін Паркінсон: Жінка, що з'являється в 1-му епізоді на співбесіді у директора, який назначає її керівником відділу технічної підтримки інформаційних технологій. Насправді ж, вона мало що розуміє в комп'ютерах і через це у неї часто трапляються конфлікти з рештою працівників відділу. Джен безсоромно бреше заради досягнення своїх цілей. У 1-му ж епізоді посада Джен міняється з «начальника відділу» на «менеджера відносин», проте як можна побачити з 2-го сезону, вона все ще представляє відділ ІТ на зборах начальників відділів.
- Денхолм Рейнхолм — Кріс Моріс: Був директором компанії Рейнолм Індастріз і пародією на менеджера вищої ланки, що постійно вносить нові, а деколи і ідіотські ідеї, такі, як змішані туалети, семінари з керівництва стресом, і інші ідеї, направлені, нібито, для підвищення працездатності персоналу і поліпшення відносин між працівниками. Насправді всі люди, яких він наймає для цих цілей, «майже не працюють, зате крутять Амури». Денолм дуже жорсткий керівник і ніколи не звертає увагу або зовсім не слухає (а може просто не чує) думки тих, з ким він розмовляє. Актор відмовився брати участь у зйомках 2-го сезону, тому творці серіалу вирішили проблему зміни глави Рейнолм Індастріз банальною смертю його героя Денолма і заміною останнього сином.
- Дуглас Рейнхолм — Метт Беррі: Син Денхолма Дуглас займає пост керівника Рейнолм Індастріз після смерті батька. Він зник 7 років тому після судового розгляду у справі про сексуальне домагання, але повернувся під час похоронів батька. У Дугласа спостерігається деяка схожість з батьком, одною з яких є гордовитість.
- Річмонд Авенел — Ноель Філдінг: Гот, чия любов до групи «Cradle of Filth» спровокувала його пониження з посади «правої руки Денолма». Нині він працює один в кімнаті за «червоними дверима», де знаходяться сервери і уникає інших працівників відділу ІТ, які вважають, що його похмурість дуже заразлива, хоча сам Річмонд вважає себе «веселим». Епізод, в якому з'являється Річмонд завдяки цікавості Джен, свого роду пародія на фільм Тіма Бертона «Едвард Руки-ножиці».

### Епізодичні ролі
- Денієл Кері — Олівер Кріс: Охоронець, у якого закохалася Джен. На жаль, її плани про романтичну зустріч з ним провалюються після того, коли їй не вдається підказати йому по телефону правильну відповідь на передачі «Хто хоче стати мільйонером?».
- Патриція — Еліс Лове: Дівчина, яка пішла на побачення з Роєм. Побачення закінчилося плачевно, тому що на лобі Роя незрозуміло звідки опинилися екскременти (хоча насправді це був всього лише шоколад). Це переконує його в тому, що жінкам не потрібні ніякі джентльмени, а замість цього всі вони тільки і мріють про компанію «кривдників і громил». І Рой ні в яку не погоджується з аргументами Джен про те, що жінкам просто подобаються «чоловіки без какашок на лобі».
- Ребекка — Анна Воурн: Йде на побачення з Роєм після того, як він поміщає оголошення на сайті знайомств, яке звучить, немов його написав псих. Видно, у неї є схильність до мазохізму.
- Пол — Денні Уоллес: Звільнений Денолмом з посади радника по культурі за невдалий вибір подарунка японцям, але пізніше відновлений на посаді за оперативне використання «глушника мату». За весь епізод Пол так і не вимовив ні слова.
- Білл Кроз — Адам Бакстон: Був на побаченні з Джен. Після того, як Мосс сказав йому про те, що Джен померла після побачення, Білл розказав всій компанії про те, що він був останнім, хто переспав з Джен. Білу дали прізвисько «Новина» за його схильність розповідати про тих з ким він нібито переспав.
- Маленький Пол — Девід Гарфілд: Невеликого зросту, немолодий листоноша, який помер найімовірніше від серцевого нападу після надмірних зусиль по штовханню поштового візка, в якому погодилася покататися Джен.
- Доктор Джуліан Холмс — Тобі Лонгворф: Фахівець зі стресу, який відвідує компанію, щоб дати лекцію з контролю над стресом. Врешті-решт, він сам доводить себе до стресу не без допомоги Роя і Мосса.
- Доктор Мендалл — Францес Барбер: Психіатр, що працює в компанії. Вона захоплена Моссом і їх відчуття взаємні. Рой стверджує, що вона дуже схожа на його маму.
- Джуді — Черрі Фергюсон: Жахливо неприваблива жінка, з якою Рой випадково зв'язався, поки шукав дівчину на ім'я Джулі. Згідно з твердженням Роя, у Джуді волосся росте навіть на очах (а ще у неї зуби в 3 ряди).
- Філіп — Джеймі Мітчел: Працівник Рейнолм Індастріз з 6-го поверху, який запрошує Джен на побачення на мюзикл. Під кінець епізоду він признається в своїй нестандартній орієнтації. Цікавий той факт, що англійська назва епізоду «The Work Outing» означає не тільки «культпохід відділом», але також може означати ще і «викриття (чогось пов'язаного з роботою)», що і відбувається з Філіпом.
- Дерек Пепін — Сілас Карсон: Менеджер Рейнолм Індастріз, якому повинна була перейти компанія після смерті Денолма. Він ненавидить відділ ІТ. На щастя, раптова поява на похоронах Дугласа рятує трійцю від скорочення, а для Дерека навпроти закінчується звільненням.
- Йохан — Філіп Хам: Німець на «курси» до якого записався Мосс. Йохан — людожер, але настільки високоморальний, що не дозволяє собі їсти людей без їх згоди. Відмінно грає на віолончелі.
- Пітер Файл — Органдо Сіл: Чергове захоплення Джен. Ім'я Пітера при швидкій вимові співзвучно із словом «педофіл» і на вечері, куди він і Джен запросили своїх неодружених друзів та подруг, його ненавмисно починають таким чином дратувати.

## Епізоди

Перша зустріч Роя і Мосса з Джен. На Рої футболка з відомим написом «RTFM»

### 1-й сезон (2006)
| № п/п | № | Назва                                               | Режисер        | Сценарист                     | Дата ефіру     |
| --- | - | --------------------------------------------------- | -------------- | ----------------------------- | -------------- |
| 1 | 1 | «Вчорашнє варення» «Yesterday's Jam»                | Грехем Лайнхен | Грехем Лайнхен                | 3 лютого 2006  |
| Непідкований в технічному плані директор, Денолм Рейнолм (Кріс Морріс), поставлений в оману блефом Джен (Кетрін Паркінсон) і призначає її розділом відділу ІТ, що займається підтримкою користувачів ПК. Природно, недолік знань Джен в комп'ютерній області відразу ж стає очевидний працівникам відділу ІТ Рою (Кріс О'Дауд) і Моссу (Ричард Ейоейд). Хоча вони хочуть від неї позбавитися, говорити про її некомпетентність начальству не бажають, в той же час вважаючи, що Джен не заслуговує своєї посади. Рой і Мосс намагаються підірвати її авторитет, а Джен прагне всіма силами залишитися. У результаті їх протистояння закінчується в кабінеті Денолма, де Мосс і Рой намагаються дискредитувати її в очах директора, проте незабаром розуміють, що патологічна відданість Денолма роботі в команді може погано для них кінчитися, тому трійка вирішує працювати разом не зважаючи ні на що. Здатність Джен ладнати з людьми виявляється як не можна до речі відділу ІТ, який не користувався пошаною в компанії. Джен граючи вирішує конфліктні ситуації і з легкістю йде на контакт з потрібними людьми. Їй приходить в голову ідея запросити працівників зверху на вечірку в підвал, де і знаходиться відділ ІТ. Все йде чудово до тих пір, поки Мосс випадково не розповідає історію про те, як вони, випивши зайвого з Роєм в Амстердамі, зняли повій. Цей випадок сприяє ще більшому відчуженню відділу від інших працівників компанії. |   |                                                     |                |                               |                |
| 2 | 2 | «Джен в біді» «Calamity Jen»                        | Грехем Лайнхен | Грехем Лайнхен                | 3 лютого 2006  |
| Троє головних персонажів запрошено на збори влаштовані Денолмом. «Як пити дати, він знову оголошує чому-небудь війну» обурюється Мосс, прогнозуючи мету зборів. Як і очікувалося, Денолм насправді «оголошує війну» стресу. Мосс з Роєм приходять на семінар зі стресу, тоді як Джен купує собі пару туфель, в які вона просто закохалася з першого погляду. Проте до її величезного жалю туфлі на декілька розмірів менше її ноги, але це не зупиняє Джен. Через включений паяльник починається пожежа, яка викликає хвилю нових неприємностей, які б, здавалося, призведуть до звільнення всього відділу ІТ. Не рахуючи сюрреалізму, в цьому епізоді обіграна сумно відома реклама з довжелезним номером телефону, в якій повідомлялося, що номер служби порятунку Великої Британії міняється з 3-значного на 20-значний, а сама служба тепер ще більш покращується за рахунок «водіїв симпатичніше». |   |                                                     |                |                               |                |
| 3 | 3 | «50 на 50» «Fifty-Fifty»                            | Грехем Лайнхен | Грехем Лайнхен & Адам Маккесі | 10 лютого 2006 |
| Повним провалом закінчилося побачення Роя з жінкою, яка порахувала його «блювотним типом» через те, що в ресторані він цілу годину просидів напроти неї з шоколадом на лобі, який був схожим на какашки. Слух про Роя з «екскрементами на лобі» досягає вух всіх працівників компанії (і людей за її межами) і ідея про те, що ж привертає жінок до чоловіків, стає головною темою епізоду. Джен вражає тимчасового охоронця Денієла своєю догадливістю в питаннях історії класичної музики. Проте здогадка Джен виявляється невірною, коли Денієл подзвонив їй з передачі «Хто хоче стати мільйонером?» щоб дізнатися відповідь на питання. В результаті він програв 31 000 фунтів стерлінгів. Як примирення Джен запрошує його за свій рахунок в ресторан, Мосс радить їй ресторан «Бруднуля Джо» (назву якого він вимовив, як «Грязнульжо», що невірно тлумачино нею як назва вишуканого європейського ресторану; замість цього ресторан виявився місцем проведення галасливих сімейних свят). Пригнічений гірким досвідом, Рой відтепер переконаний, що жінок привертають тільки погані хлопці, а не джентльмени. Разом з Моссом вони придумують психованого персонажа в спробі привернути хоч одну жінку на сайті знайомств і виграти суперечку у Джен. Рой отримує відповідь на своє оголошення з фотографією дівчини — Ребеки — настільки привабливою, що призначає їй побачення. Мосс і йому теж радить ресторан «Бруднуля Джо». Побачення ніяк не клеїться, тому що Ребека розуміє, що Рой не ніякий покидьок, яким він себе виставляв. Рой знову виявляється з шоколадом на лобі, а вечір закінчуються тим, що він покидає ресторан з розбитим носом і з Джен. У цьому епізоді Грехем Лайнхен грає роль мексиканського співака, а ведучий телепередачі Кріс Таррант грає себе самого. |   |                                                     |                |                               |                |
| 4 | 4 | «Червоні двері» «The Red Door»                      | Грехем Лайнхен | Грехем Лайнхен                | 17 лютого 2006 |
| Поки Рой застряг під столом і Мосс намагається визволити його, Джен всупереч забороні заглядає в загадкові червоні двері в підвалі. Там вона знаходить Річмонда, самотнього гота. Він розповідає Джен про те, як втратив посаду керівника компанією і Джен вирішує допомогти йому. В цей же час Рой намагається не отримати прізвисько «підстольний кролик» (термін, який вигадав Мосс для опису положення Роя). |   |                                                     |                |                               |                |
| 5 | 5 | «Неспокій Біла Кроза» «The Haunting of Bill Crouse» | Грехем Лайнхен | Грехем Лайнхен & Адам Маккесі | 24 лютого 2006 |
| Мосс вимушений набрехати Білу Крозу для того, щоб не дати йому увійти до кабінету Джен, яка не хоче бачити Біла — Мосс повідомляє, що Джен померла. Незабаром про «смерть» дізнаються працівники компанії і збираються для прощання у меморіалу Джен, а Денолм запрошує свого друга Елтона Джона. Біл в цей час починає розбовтувати всім, що він нібито був останнім, хто переспав з Джен. У той же самий час Рой випадково привернув увагу жінки, від якої він намагається позбавитися. Поки знайомився з Джулі з 5-го поверху, він переплутав її ім'я з Джуді, жахливого вигляду прибиральницею, яка, очевидно, запала на нього. |   |                                                     |                |                               |                |
| 6 | 6 | «Тітка Ірма приїхала» «Aunt Irma Visits»            | Грехем Лайнхен | Грехем Лайнхен                | 3 березня 2006 |
| Місячні Джен, які вона називає «тітка Ірма», нез'ясовним чином негативно впливають на всіх працівників відділу: на Роя, Мосса і навіть на Річмонда, який стверджує, що став похмурим, хоча зазвичай він бачить себе радісним. Ситуацію погіршує лист Мосса, розісланий всім його знайомим з ІТ співтовариства, в якому він описав симптоми недуги і підписався за себе і Роя. Інші комп'ютерники, одержавши лист, за півгодини створюють сайт «ladyproblems.com» (жіночіпроблеми.com) на якому висміюють Мосса і Роя — на заголовній сторінці можна побачити обличчя головних героїв. Проте лист також має і негативний вплив на комп'ютерників по всьому світу, підбурюючи їх до бунтів у зв'язку з тим, що багато хто з них знайшов подібні симптоми і у себе. ЗМІ в своїх репортажах називали ці бунти безлади «тітки Ірми». Як повідомляє диктор: «у Токіо розробники ігор налякали собаку, а в Гамбурзі творці ПЗ накричали на автобус». Хлопці бачать великий дівичник єдиним виходом з ситуації. Вони проводять вечір при свічках в халатах разом з Джен, проглядаючи фільм «Сталеві магнолії». Пізніше вони вирішують піти на вечірку, влаштовану Денолмом, там страшно напиваються і прокидаються в чужих ліжках з різними персонажами серіалу. |   |                                                     |                |                               |                |

Домен ladyproblems.com був зареєстрований продюсерами серіалу 24 серпня 2005, але в цей час не функціонує.

### 2-й сезон
На DVD з 1-м сезоном є коментар Лайнхена про те, що 2-й сезон міститиме 8 епізодів замість 6. Він також говорить про те, що в титрах перерахує імена співавторів включаючи колишнього співавтора Артура Метьюса. Пізніше Лайнхен писав в своєму блозі [Архівовано 17 травня 2008 у Wayback Machine.] в живому журналі, що сюжет 2-го сезону буде написаний без допомоги інших авторів. Пізніше Channel 4 уточнив, що в 2-му сезоні, як і в 1-му, буде 6 епізодів.

#### Епізод 1— «Культпохід»
вперше транслювався 24 серпня 2007 на каналі Channel 4
Джен запрошена Філіпом на побачення в театр. Рой з Моссом напрошуються разом з нею. Але виявляється, що там показують гей-мюзикл. Таким чином, Мосс з Роєм прийняті конферансьє за закоханих. Через неможливість користуватися чоловічим туалетом бо на них постійно вирячився туалетний працівник, Рой користується туалетом для людей з обмеженими можливостями, а Мосс туалетом для персоналу. Коли Роя і Мосса ловлять, вони вимушені видавати себе за інваліда і працівника театру відповідно, щоб вийти з неприємної ситуації. Але що ще гірше, Рой, що мріяв зустрітися із зіркою телебачення Лорою Найтлі, предстає перед нею не в найкращому вигляді. Побачення Джен з Філіпом терпить запаморочливий крах. А Мосс знаходить, що робота театрального бармена (хоча всього на один вечір) йому вельми до душі.

#### Епізод 2— «Повернення золотої дитини»
вперше транслювався 31 серпня 2007 на каналі Channel 4
Денолм здійснює самогубство у зв'язку з появою в компанії поліції, для його допиту пов'язаного з порушеннями в пенсійному фонді. Рой просить Мосса «прокачати» його телефон, тому що вібродзвінок дуже слабкий. Мосс знаходить сайт, що пророкує смерть Роя о 3 годині в день похорону Денолма. Хоча Мосс і Джен просять Роя забути про цю нісенітницю, він ніяк не може заспокоїтися. Під час похоронів Рой лякається коли його «прокачаний» телефон щосили вібрує в кишені, примушуючи його думати, що з ним відбувся серцевий напад. Правонаступник Денолма ненавидить відділ ІТ і мріє про те, як би скоротити всіх його працівників. Проте під час похоронів з'являється таємничо зниклий 7 років тому син Денолма і спадкоємець Рейнолм Індастріз — Дуглас. Багато в чому завдяки привабливості Джен, Дуглас живить симпатію до відділу ІТ тим самим рятуючи їх від неминучого звільнення. Джен знову починає палити, надивившись в посмертному відеозаписі, як Денолм виражає свою любов до сигарет.

#### Епізод 3— «Мосс і німець»
вперше транслювався 7 вересня 2007 на каналі Channel 4
Мосс намагається урізноманітнити своє життя, записавшись на німецькі курси випічки. Проте виявляється що німець, який опублікував оголошення, — канібал.
Рой двічі безуспішно намагається подивитися новий фільм Тарантіно про зомбі на піратському DVD, і пропонує Моссу розіграти канібала аби подивитися цей фільм, але на самому початку перегляду їх арештовують.
Джен доводиться ходити в місце для паління щоразу, коли їй хочеться покурити. Це нагадує їй комуністичний режим. Сцени, в яких палить Джен, — пародія на фільм «Доктор Живаго».

#### Епізод 4— «Звана вечеря»
вперше транслювався 14 вересня 2007 на каналі Channel 4
Джен захоплена новим хлопцем Пітером і влаштовує вечерю, покликавши на нього 6 неодружених друзів. Їх чоловіча частина не може прийти на вечерю і Джен не без коливання запрошує Роя, Мосса і Річмонда зайняти їх місця. Вона вважає, що хлопці знову поводитимуться ненормально, і викинуть який-небудь номер. Так і відбувається, проте виявляється, що всі запрошені дівчата не менш ненормальні, чим самі Рой, Мосс і Річмонд. Під час вечері між анімешніцею Джесікою і готом Річмондом виникає нестримна пристрасть, Рой дістає своїми розпитуваннями і натяками фотомодель Полу, що потрапила в автокатастрофу, а Маргарет, що приставала і набридала Моссу, знаходить з ним спільну мову. Під кінець епізоду Джен і Пітер Філ в аеропорту чують, як ім'я Пітера багато разів вимовляється по гучному зв'язку як «педофіл» тим самим приводячи оточуючих в збентеження.

#### Епізод 5— «Дим і дзеркала»
вперше транслювався 21 вересня 2007 на каналі Channel 4
Рой приходить на роботу з вечора, на якому йому нафарбували губи помадою. У такому вигляді він йде до Дугласа лагодити комп'ютер, який, думаючи, що настала мода чоловікам фарбувати губи, приходить нафарбованим в нічний клуб на концерт групи «The Ordinary Boys», де всі починають від нього шарахати. Після того, як через поганий бюстгальтер Джен втрачає контроль над собою на засіданні ради директорів компанії, Мосс долає свій страх до дамської білизни і винаходить бюстгальтер, який по ідеї ніколи не повинен підвести свою володарку. Він — втілення передових технологій і дуже зручний, проте з однією проблемою Мосс не зміг впоратися — бюстгальтер сильно нагрівається, знову ставлячи Джен в дурне положення (це вже 3-й раз, коли Джен опиняється в непростому положенні; раніше хлопці вже пожартували над нею, змусивши її повірити, що якщо в пошукачі «Google» задати запит «Google», то інтернет «ламатиметься»; цей жарт Джен повторила на зборах начальників відділів). Мосс вважає, що і цей недолік вирішений, і трійця, поділивши ще неотриманий прибуток від винаходу, намагається заробити на нім на передачі «Dragons' Den», але презентація винаходу йде погано, оскільки Джен остаточно заплутується в словах, а потім бюстгальтер спалахує полум'ям в руках Мосса.

#### Епізод 6— «Чоловіки без жінок»
перший варіант назви в сценарії «Радість сексу»
вперше транслювався 28 вересня 2007 на каналі Channel 4
Дуглас купує у якогось шамана «мікстуру», яку потрібно додати в пиття Джен, щоб її спокусити. Потім він призначає Джен своїм помічником і переводить її в кабінет на 30-й поверх. Мосс і Рой, залишившись без свого начальника, замінюють її автовідповідачем на ім'я «Джен № 2» та роздруковують «список речей, які не можна робити у присутності Джен». Дуглас продовжує свої спроби спокусити Джен за допомогою чаю, в який він підмісив любовний еліксир і презентації зі своєю голою фотографією в 25-му кадрі. Мосс виявляє здатність по запаху визначати наявність хімічних речовин і викриває Дугласа, що підмісив в питті Джен збудливе.

## Майбутні епізоди 2009—2010 рік
Режисер серіалу Грехем Лайнхен прокоментував на початку 2009 року, що він з оптимізмом дивиться на продовження серіалу. Кріс О'Дауд відомий у серіалі як Рой заявив: «Сподіваюся, що ми будемо знімати спеціальні різдвяні серії влітку цього року, а потім продовження серіалу» в інтерв'ю, опублікованому в травні 2009 року.
Четвертий сезон шоу буде показаний в 2010 році, а до різдва цього року вийдуть в ефір спеціальні святкові серії.

## Цікаві факти
У серіалі простежується велика кількість згадок культури завзятих комп'ютерників, що виявляються в одязі і бутафорії. Діалоги, використані в серіалі (зокрема технічні) часто напхані жартами «для своїх», тобто для таких же комп'ютерників, які дивляться серіал. Ось найцікавіші запозичення:
- Плакати, на яких зображено божество атеїстів, — «Летючий макаронний монстр»; комп'ютерні ретро ігри: Elite і Underwurlde; 8-бітові ігрові консолі Atari 8-bit family і Commodore 64; схема протоколу 802.11;[4] коротка розповідь Стівена Кінга «Мавпа»; комікс «Love and Rockets»; фігурки «Drinky Crow» і «Uncle Gabby» з коміксів Тоні Міллінеа, а також плакати коміксів Frank Джіма Вудрінга і книга Boyfriend of the Weather.
- Комп'ютерне залізо, якому вже давно місце у відрі для сміття: Commodore PET; Sinclair Zx81; ВВС Micro; Mac Plus; ігрова консоль NES і велика кількість ігрових картриджів до Atari 2600.
- У 2-му сезоні на екрані Роя видна Windows Vista, тоді як Moss прихильний Windows XP з срібною колірною палітрою і браузеру Mozilla Firefox. Комп'ютер Дугласа використовує стандартну для XP графіку.
- Браузер Mozilla Firefox також згадується в серії про спільну вечерю.
- Звіри з обкладинок книг видавництва O'reilly Media: верблюд з книги про Perl, метелик та інші.
- У вступній мультиплікації серіалу показується повідомлення про помилку ядра Linux під час установки Fedora Core. Цей екран часто плутають з «синім екраном смерті» Microsoft Windows.
- У різних епізодах на футболках Роя красуються: напис «RTFM», іншопланетянин з гри Space Invaders, блискавка з коміксу Flash, 256-й рівень Pac-Man, що світиться, емблема пов'язана з групою Guided by Voices, число 42. У 2-му сезоні Рой носить футболки від Thinkgeek.
- Наклейки, якими обклеєний кабінет, включають «Mp3 is not а Crime» (нічого кримінального в mp3 немає); «Fair Use has а posse" (у добросовісному використанні є каверза) від некомерційної організації, що займається адвокатською діяльністю Electronic Frontier Foundation[5]; а також популярний інтернет-мем «O RLY?» білої сови з витріщеними очима.
- У епізоді «Джен в біді» Мосс грає в комп'ютерну гру F.Е.А.R..
- У шостому епізоді 1 сезону згадується якийсь проект «Ікарус». Так само (Project Icarus) називається зловісний експеримент в грі F.Е.А.R..
- У 2-му сезоні можна побачити процес ігор героїв і коробку від Guitar Hero.
- У епізодах зустрічаються згадки англійського письменника Дугласа Адамса у вигляді коробок з-під ігор Starship Titanic і The Lost Treasures of Infocom.
- На моніторі Роя видно сторінки сайтів Slashdot і блогу Boing Boing.
- Прообразом для демонстрації слайдів в кінці епізоду «Вчорашнє варення» послужила програма IPhoto, вона також включала музичний супровід Jesu, Joy of Man's Desiring.
- У епізоді «Тітка Ірма приїхала» на стіні в квартирі Роя висить не розпакована фігурка Кусанагі Мотоко з кіберпанк аніме серіалу «Ghost in the Shell».

Інші запозичення:

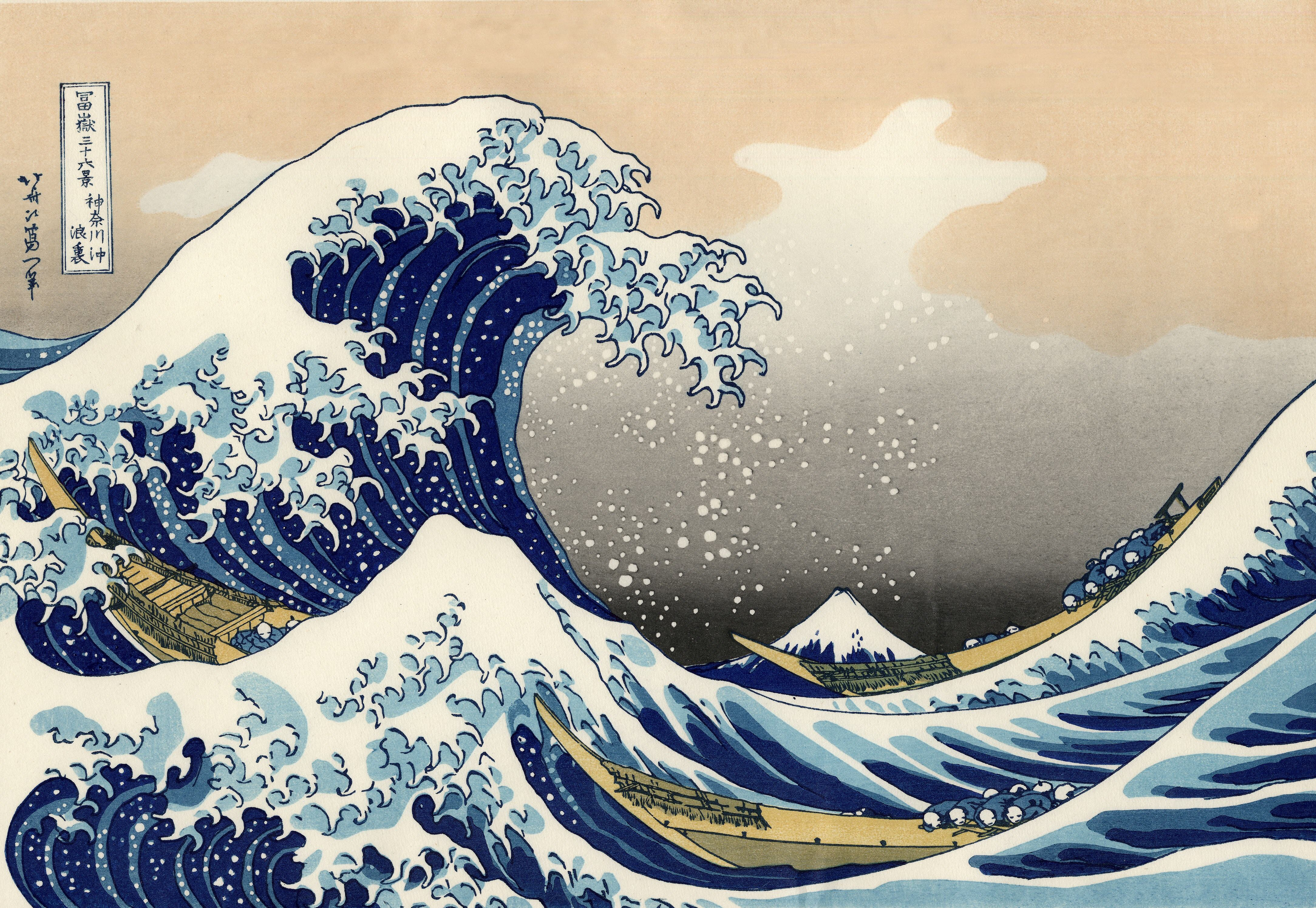
Велика хвиля в Канаґава Кацусікі Хокусая

- На стіні видно частину картини «Велика хвиля Канагави», яку написав японський художник Хокусай, що жив в період Едо. Окрім творіння Хокусая в серіалі простежуються і інші згадки так чи інакше пов'язані з Японією: на стінах розвішені плакати роботів-іграшок дизайнерської компанії Tokyo Plastic (яп. 東京プラスチック)[6], у 1-му сезоні японська делегація подарувала Денолму катану, в 2-му сезоні на футболці Джефа видно напис «я хочу плакати від радості» (яп. 幸せだと泣きたくなる), а в кабінеті Джен висить картина із зображенням гейші.
- Плакат альбому «The Campfire Headphase» шотландського IDM-дуета «Boards of Canada» виглядає із-за шафи в підвалі.
- У 2-му сезоні на стінах можна побачити плакати записів музикантів с лейбла Ninja Tune, зокрема Mr. Scruff «Beyond / Champion Nibble» і Bonobo «Dial 'm' For Monkey».
- Застережливі та інформуючі таблички використані у кабінеті просто як прикраси: «Emergency Exit» (запасний вихід) на столі Мосса; точка доступу Wi-fi; написи «Beware of the bull» (бережися бика); «Danger of Death» (небезпечно для життя) на зовнішній стороні дверей кабінету.
- Серед іграшок на задньому фоні можна помітити створені карикатуристами та ілюстраторами Дейвом Купером (Eddie Table і Pip) і Крісом Уером (Джіммі Корріган: найменша дитина на Землі), на полицях стоїть персонаж з аніме «Ghost in the Shell», Кубик Рубіка, і лялька з комікса Hate намальованого Бадді Бредлі.
- Копію My New Filing Technique Is Unstoppable карикатуриста Дейвіда Риза можна побачити на одній з полиць в кабінеті.
- Заголовна музика серіалу дуже схожа на творчість Гарі Ньюмана, особливо на його пісню 1979 «Are 'Friends' Electric?»[7] В інтерв'ю композитор Ніл Хеннон сказав: «Грехем продовжував приходити до мене і наполягати на тому, щоб головна тема серіалу хоч здалека була схожою на Гарі Нюмана. У результаті після 15-ї спроби мені це вдалося».
- Серед коміксів, які читає Рой можна помітити створений Денієлом Клоусом Eightball #23. Також за водопровідну трубу закладений комікс Shuck.
- Відбиток ілюстрації «Takadanobaba on Acid»[8], створеною художником Kozyndan з Лос-Анджелеса.
- У серіалі простежуються згадки фільмів, телесеріалів і романів, серед яких The Haunting of Hill House («Привид будинку на пагорбі»; порівняєте з назвою 5-го епізоду «Неспокій Біла Кроза» — «The Haunting of Bill Crouse»), Invasion of the Body Snatchers («Нашестя викрадачів тіл»; після титрів 5-го епізоду Джуді помічає Роя на вулиці і завиває немов інопланетянин, указуючий побратимам про присутність чужої раси), Кері (натяк Роя нетямущому Моссу на початку епізоду «Тітка Ірма приїхала» на те, чому Джен така нервова) і Сім'я Сопрано (коли з'ясовується, що психіатр — жінка, Рой посилається на героїв серіалу).
- Пародійна ТБ-реклама що оголошує про зміну телефону служби порятунку Британії з «999» на «0118 999 881 999 119 725 3» явно посилається на зміни номерів довідкових служб в 2003 з простого «192» на різні номери із 6 цифр що починаються з 118.
- На столі у Денолма стоїть фотографія героїв серіалу «Команда А». Він перераховує всіх героїв, проте дає їм невірні імена: «Боді», «Дойл» (насправді це герої серіалу Ihe Professionals), те ж саме торкається «Тайгера» і «Чоловіка в прикрасах».
- У 3-му епізоді на столі Роя лежить The Zombie Survival Guide (керівництво по виживанню серед зомбі) Макса Брукса.

## DVD

Меню DVD диску з першим сезоном серіалу було зроблено в стилі ізометричні карти з гри

1-й сезон був виданий 2 Entertain Video Ltd у Великій Британії на DVD під назвою «The IT Crowd — Version 1.0» (Комп'ютерники — версія 1.0) 13 листопада 2006 року. Вступний розділ DVD і все меню зроблені на мотив ігор ZX Spectrum аж до екрану завантаження: ізометричні карти з ігор видно на екранах з меню, а їх головні герої замінені акторами серіалу.
На DVD можна також знайти короткометражний фільм під назвою Hello Friend (Привіт, друг), сценарій для якого був написаний і знятий Лайнхеном. У цьому короткометражному фільмі Ейоейд зіграв німу роль. Крім нього DVD-видання містить вирізані сцени і курйози під час зйомок серіалу — не менш цікаві, чим сам серіал.
1-й сезон вийшов на DVD в Австралії 6 грудня 2006 року.
Раніше повідомлялося, що DVD з 1-м сезоном буде виданий в США 4 вересня 2007 року. Проте 14 серпня 2007 року було заявлено про те, що з урахуванням перенесення випуску американської версії шоу на початок 2008 року, DVD вийде в світ 18 лютого 2008 року.

## Міжнародна трансляція
- Кабельний телеканал Sony Entertainment Television (Latin America) транслював The IT Crowd з 12 червня 2007 року для країн Латинської Америки.
- Канадський цифровий канал G4techtv планував трансляцію The IT Crowd 16 липня 2007 року.
- ABC TV показував The IT Crowd в Австралії.
- В Україні серіал транслювався на каналі НЛО TV під назвою «Айтішники».

За 7 днів до першого показу в ефірі чергової серії з 1-го сезону, її можна було переписати з офіційного сайту Channel 4 проте доступні вони були тільки глядачам з Великої Британії. Серії були записані у форматі Windows Media Video і всі вони окрім 2-х перших були захищені технологією DRM. Серіал був номінований на премію Rose d'or як найкращий ситком 2006 року і привернув величезну увагу аудиторії так чи інакше пов'язаною з комп'ютерами по всьому світу. Це негайно привело до злому захисту від копіювання і розповсюдження епізодів по таких пірінгових мережах як BitTorrent.
Враховуючи той факт, що серіал вже отримав популярність, якісні копії епізодів з 2-го сезону, зняті з телесигналу з'являлися в пірінгових мережах після декількох годин з моменту їх трансляції по Channel 4.

## Версії в інших країнах

Головні герої серіалу в американській версії

NBC зняв пілотну американську версію «The IT Crowd» 16 лютого 2007 року. Серіал мав зніматися з американськими акторами, як і з серіалу «The Office». Проте Річард Ейоейд так і зіграв Мосса. Джесіка Клер зіграє роль Джен, а Джоел Макхейл роль Роя. Проте після першого пілотного випуску цей серіал відмінили.
Німецька версія серіалу знімалася з червня 2007 року. Проте після показу двох серій серіал перестали транслювати через поганий рейтинг.

## Нагороди
- 2006 Rose d'or — Найкраща ситуаційна комедія[11]
- 2007 British Academy of Film and Television Arts — Найкраща ситуаційна комедія[12]